# داقوق
داقوق شهری که در استان کرکوک و در غرب عراق واقع شده‌است. از این شهر به عنوان نخستین استقرار ترکمنان عراقی یاد می‌شود. هم‌اکنون بیشتر جمعیت این ناحیه را کردها تشکیل می‌دهند. همچنین شماری از عرب‌ها و ترکمن‌های شیعه نیز در آن زندگی می‌کنند. در این شهر چای و مساجد معروفی موجود است.